# Mussolini ultimo atto
Mussolini ultimo atto è un film italiano del 1974 diretto da Carlo Lizzani. Narra il tentativo di fuga e l'esecuzione di Benito Mussolini.

## Trama
Aprile 1945, ultimi giorni della Repubblica Sociale Italiana, lo stato fantoccio protetto dalla Germania nazista presieduto da Benito Mussolini. Quest'ultimo rifiuta la resa ai partigiani del CLN Alta Italia suggeritagli dal cardinale di Milano Ildefonso Schuster e decide di fuggire in Svizzera contando sull'aiuto degli anglo-americani che sono già penetrati nel Nord Italia. La sua amante Claretta Petacci decide di seguirlo, così come i gerarchi che intendono arrendersi agli Alleati, per evitare la cattura e la fucilazione da parte dei partigiani. Egli viaggia scortato da una colonna composta da soldati tedeschi e da SS ma, durante il tragitto, questa viene fermata da un gruppo di partigiani che, in ossequio agli accordi intercorsi tra le autorità tedesche e il CLN, lasciano proseguire i tedeschi, a condizione che vengano loro consegnati i gerarchi fascisti, cosa che avviene.
L'unica speranza di salvezza del Duce è travestirsi da soldato tedesco, mescolato tra i soldati caricati sui camion ma, a un secondo posto di blocco, a Dongo sul lago di Como, viene riconosciuto e, dopo essere stato arrestato, viene trasportato in varie e improvvisate prigioni, tra cui un casolare contadino, in attesa di una decisione sulla sua sorte. Il CLN incarica il colonnello Walter Audisio, noto con il nome di battaglia di Valerio, di giustiziarlo, e il mattino del 28 aprile 1945 viene quindi condotto a Giulino di Mezzegra e lì fucilato; insieme a lui muore anche Claretta Petacci, che al primo sparo si era frapposta tra il proiettile e l'amante.

## L'attentato di Savona
Il 30 aprile 1974, alla vigilia dei festeggiamenti per il primo maggio, una bomba al plastico esplose nel centro di Savona a poca distanza da una sala cinematografica dove veniva proiettato il film, che era stato accolto con rabbia dai neofascisti. Fu la prima delle cosiddette bombe di Savona; l'ordigno, collocato nell'ingresso dell'edificio dove abitava il senatore democristiano Franco Varaldo, provocò ingenti danni allo stabile ma nessun ferito. Pochi giorni dopo l'attentato si individua la responsabilità dell'organizzazione terroristica di estrema destra Ordine Nero.